# Grinting (Bulakamba)
Grinting is een bestuurslaag in het regentschap Brebes van de provincie Midden-Java, Indonesië. Grinting telt 15.401 inwoners (volkstelling 2010).